# Van Canto
Van Canto – niemiecka grupa muzyczna z miasta Bingen am Rhein, założona w roku 2006. Gatunek muzyczny jaki wykonują określany jest jako a cappella power metal. Zespół składa się z czterech wokalistów, wokalistki oraz perkusisty.

## Dyskografia
| 2006                           | A Storm to Come - Data: 15 grudnia 2006 - Wydawca: General Schallplatten | —  | —  |
| 2008                           | Hero - Data: 26 września 2008 - Wydawca: GUN Records                     | —  | —  |
| 2010                           | Tribe of Force - Data: 24 lutego 2010 - Wydawca: Napalm Records          | 83 | —  |
| 2011                           | Break the Silence - Data: 23 września 2011 - Wydawca: Napalm Records     | 23 | —  |
| 2014                           | Dawn of the Brave - Data: 7 lutego 2014 - Wydawca: Napalm Records        | 19 | 60 |
| 2016                           | Voices of Fire - Data: 11 marca 2016 - Wydawca: earMUSIC                 | 27 | —  |
| "—" pozycja nie była notowana. |                                                                          |    |    |